# Biblioteca della Pléiade
La Biblioteca della Pléiade è una collana editoriale italiana, nata nel 1992 dal sodalizio commerciale delle case editrici Einaudi e Gallimard.
Si rifà, sia per quel che concerne la veste tipografica sia per ciò che riguarda il valore filologico-critico dei volumi, alla consorella francese Bibliothèque de la Pléiade.

## Elenco dei titoli pubblicati
- Agostino, La città di Dio, a cura di Carlo Carena.
- Agostino, Le Confessioni, a cura di Maria Bettetini, trad. di Carlo Carena.
- Antologia della poesia italiana I - Duecento-Trecento, a cura di Carlo Ossola e Cesare Segre.
- Antologia della poesia italiana II - Quattrocento-Settecento, a cura di Carlo Ossola e Cesare Segre.
- Antologia della poesia italiana III - Ottocento-Novecento, a cura di Carlo Ossola e Cesare Segre.
- Samuel Beckett, Teatro completo, a cura di Paolo Bertinetti e Carlo Fruttero.
- Bertolt Brecht, Poesie I - (1913-1933), a cura di Luigi Forte, trad. di Paola Barbon, Emilio Castellani, Mario Carpitella, Olga Cerrato, Giorgio Cusatelli, Roberto Fertonani, Luigi Forte, Franco Fortini, Ruth Leiser e Hellmut Riediger.
- Bertolt Brecht, Poesie II - (1934-1956), a cura di Luigi Forte, trad. di Paola Barbon, Paul Braun, Cesare Cases, Mario Carpitella, Olga Cerrato, Roberto Fertonani, Franco Fortini, Claudio Groff, Ruth Leiser e Gabriele Mucchi.
- Louis-Ferdinand Céline, Guignol's band I-II preceduti da Casse-pipe, Edizione italiana a cura di Gianni Celati, annotata da Henri Godard, trad. di Gianni Celati e Ernesto Ferrero.
- Louis-Ferdinand Céline, Trilogia del Nord, a cura di Henri Godard e Giuseppe Guglielmi.
- Gaio Giulio Cesare, Opera omnia, a cura di Adriano Pennacini, trad. di Antonio La Penna e Adriano Pennacini, note di Michele Faraguna, Albino Garzetti e Dionigi Vottero.
- François-René de Chateaubriand, Memorie d'oltretomba (2 tomi), a cura di Ivanna Rosi e Cesare Garboli, trad. di Filippo Martellucci e Fabio Vasarri.
- Julio Cortázar, I racconti, a cura di Ernesto Franco.
- Francesco De Sanctis, Storia della letteratura italiana, a cura di Niccolò Gallo, introduzione di Giorgio Ficara.
- Friedrich Dürrenmatt, Romanzi e racconti, a cura di Eugenio Bernardi.
- Friedrich Dürrenmatt, Teatro, a cura di Eugenio Bernardi, introduzione di Heinz Ludwig Arnold.
- Erasmo da Rotterdam, Colloquia, a cura di Adriano Prosperi e Cecilia Asso.
- Esiodo, Opere, a cura di Graziano Arrighetti.
- Beppe Fenoglio, Romanzi e racconti, a cura di Dante Isella.
- Ugo Foscolo, Opere I - Poesie e tragedie, a cura di Franco Gavazzeni, Maria Maddalena Lombardi e Franco Longoni.
- Ugo Foscolo, Opere II - Prose e saggi, a cura di Franco Gavazzeni, Gianfranca Lavezzi, Elena Lombardi e Maria Antonietta Terzoli.
- Aleksandr Herzen, Il passato e i pensieri (2 tomi), a cura di Lia Wainstein.
- Eugène Ionesco, Teatro completo I, a cura di Emmanuel Jacquart.
- Eugène Ionesco, Teatro completo II, a cura di Emmanuel Jacquart.
- Niccolò Machiavelli, Opere I - Gli scritti politici, a cura di Corrado Vivanti.
- Niccolò Machiavelli, Opere II - Lettere, legazioni e commissarie, a cura di Corrado Vivanti.
- Niccolò Machiavelli, Opere III - Gli scritti letterari, a cura di Corrado Vivanti.
- Alessandro Manzoni, I promessi sposi - Storia della colonna infame, a cura di Angelo Stella e Cesare Repossi.
- Menandro e la commedia nuova, a cura di Franco Ferrari (opere di Menandro, Filemone, Difilo e Apollodoro di Caristo).
- Omero, Iliade, trad. di Guido Paduano, note di Maria Serena Mirto.
- Ovidio, Opere I - Dalla poesia d'amore alla poesia dell'esilio, a cura di Paolo Fedeli, trad. di Gabriella Leto e Nicola Gardini.
- Ovidio, Opere II - Le metamorfosi, trad. di Guido Paduano, introduzione di Alessandro Perutelli, note di Luigi Galasso.
- Blaise Pascal, Le provinciali, a cura di Carlo Carena, prefazione di Salvatore Silvano Nigro.
- Blaise Pascal, Pensieri, a cura di Carlo Carena, prefazione di Giovanni Raboni.
- Cesare Pavese, Tutti i racconti, a cura di Mariarosa Masoero, introduzione di Marziano Guglielminetti.
- Cesare Pavese, Tutti i romanzi, a cura di Marziano Guglielminetti.
- Poesia d'amore latina, a cura di Paolo Fedeli (opere di Catullo, Tibullo e Properzio).
- Raymond Queneau, Romanzi, a cura di Giacomo Magrini.
- Quintiliano, Institutio oratoria (2 tomi), a cura di Adriano Pennacini.
- Rainer Maria Rilke, Poesie I - (1895-1908), a cura di Giuliano Baioni, note di Andreina Lavagetto.
- Rainer Maria Rilke, Poesie II - (1908-1926), a cura di Giuliano Baioni, note di Andreina Lavagetto.
- Album Arthur Rimbaud, a cura di Eileen Romano, trad. di Sandro Bajini, Gian Piero Bona, Luciana Frezza e Maria Emanuela Raffi.
- Arthur Rimbaud, Opere complete, a cura di Antoine Adam, contributi di Mario Richter e Mario Luzi, trad. di Gian Piero Bona, Emilio Pianezzola e Maria Emanuela Raffi.
- Jean-Jacques Rousseau, Scritti autobiografici, a cura di Lionello Sozzi.
- Percy Bysshe Shelley, Opere, a cura di Francesco Rognoni.
- Italo Svevo, Romanzi, a cura di Mario Lavagetto, con la collaborazione di Ferdinando Amigoni, Nunzia Palmieri e Arrigo Stara.
- Tacito, Opera omnia I, a cura di Renato Oniga, trad. di Renato Oniga, Giovanni Ravenna e Carlo Franco.
- Tacito, Opera omnia II, a cura di Renato Oniga, contributi di Luciano Lenaz, Carlo Franco, Gianluigi Baldo, Alessandro Franzoi e Daniela Marrone.
- Tucidide, La Guerra del Peloponneso, a cura di Luciano Canfora.
- Voltaire, Racconti, facezie, libelli, a cura di Gianni Iotti, contributi di Francesco Orlando, trad. di Susanna Alessandrelli, Gianni Iotti, Giovanni Paoletti, Maria Grazia Porcelli e Susanna Spero.